# ローランシア (小惑星)
ローランシア (162 Laurentia) は、小惑星帯に位置する大きくて暗い小惑星の一つ。
1876年4月21日にフランスの天文学者、アンリ兄弟が発見し、小惑星 (51) ネマウサを発見したアマチュア天文家ジョゼフ＝ジャン＝ピエール・ロランの名前にちなんで命名された。
1999年11月21日にカナダのアルバータ州で掩蔽が観測された。